# 여수 애양병원
여수 애양병원은 대한민국 전라남도 여수시 율촌면 신풍리에 있는 일제 강점기의 건축물이다. 2002년 5월 31일 대한민국의 국가등록문화재 제33호로 지정되었다.

## 개요
본 건물은 1926년 미국 포싸이트 의료선교사에 의해 광주에서 이전해 세워진 나환자병원이다. 서구인(선교사)에 의해 건축한 여수에서 보기 드문 건물로 1900년대 초반 한국의 초기 선교의료사의 소중한 자료이다. 상부구조가 다소 변형된 점이 있으나 골조는 원형을 유지하고 있으며 1999년 애양원 역사관으로 수리`보존되어 일반인에게 당시의 의료기구와 사진자료 등을 전시하고 있다.

## 같이 보기
- 애양원

## 참고 자료
- 여수 애양병원 - 국가유산청 국가유산포털